# Atlético Clube Goianiense
Maillots
Dernière mise à jour : 28 juillet 2025.
L'Atlético Clube Goianiense est un club brésilien de football basé à Goiânia dans l'État de Goiás.
Le club joue ses matchs à domicile au Stade Antonio Accioly (et plus rarement au Stade Serra-Dourada).

## Histoire

Ancien logo

Le club est fondé le 2 avril 1937. Le club joue dans le Campeonato Goiano, le championnat de l'État de Goiás, depuis sa création en 1944, et remporte la première édition. l'Atlético gagnera au total 17 titres et terminera 24 fois comme vice-champion.
Dans les années 1980, le club participe au championnat national. Le plus grand succès est la 23e place en 1980 sur 44 participants.
En 2003, l'Atlético a été relégué de la première division d'État pour la première fois, terminant dernier. En 2005, le club revient en tant que champion de deuxième division et atteint la finale nationale, mais perd face au champion record Goiás Esporte Clube 0-1 après un 0-0.
En 2008, le club a pu se qualifier à nouveau pour la Série C et gagne une promotion directe en Série B.
À partir de 2010, l'Atlético Goianiense a de nouveau joué dans la Série A, mais fera quelques allers-retours entre la Serie A et la Serie B. Lors de la Série A 2022, l'Atlético a terminé 18e et a dû être relégué.

## Stades
Le club joue normalement dans son stade Antonio Accioly d'une capacité de 12 500 places, mais pour les grandes occasions se sert du stade de l'État de Goiás, le stade Serra-Dourada d'une capacité de 50 049 places.

## Palmarès
- Championnat du Brésil de Série B (1)
  - Champions : 2016

- Championnat du Brésil de Série C (2) : 
  - Champion : 1990, 2008

- Championnat du Goiás (18) :
  - Champion : 1944, 1947, 1949, 1955, 1957, 1964, 1970, 1985, 1988, 2007, 2010, 2011, 2014, 2019, 2020, 2022, 2023, 2024

## Joueurs et personnalités du club

### Joueurs emblématiques
- Diego Rosa